# Periódico de gran formato

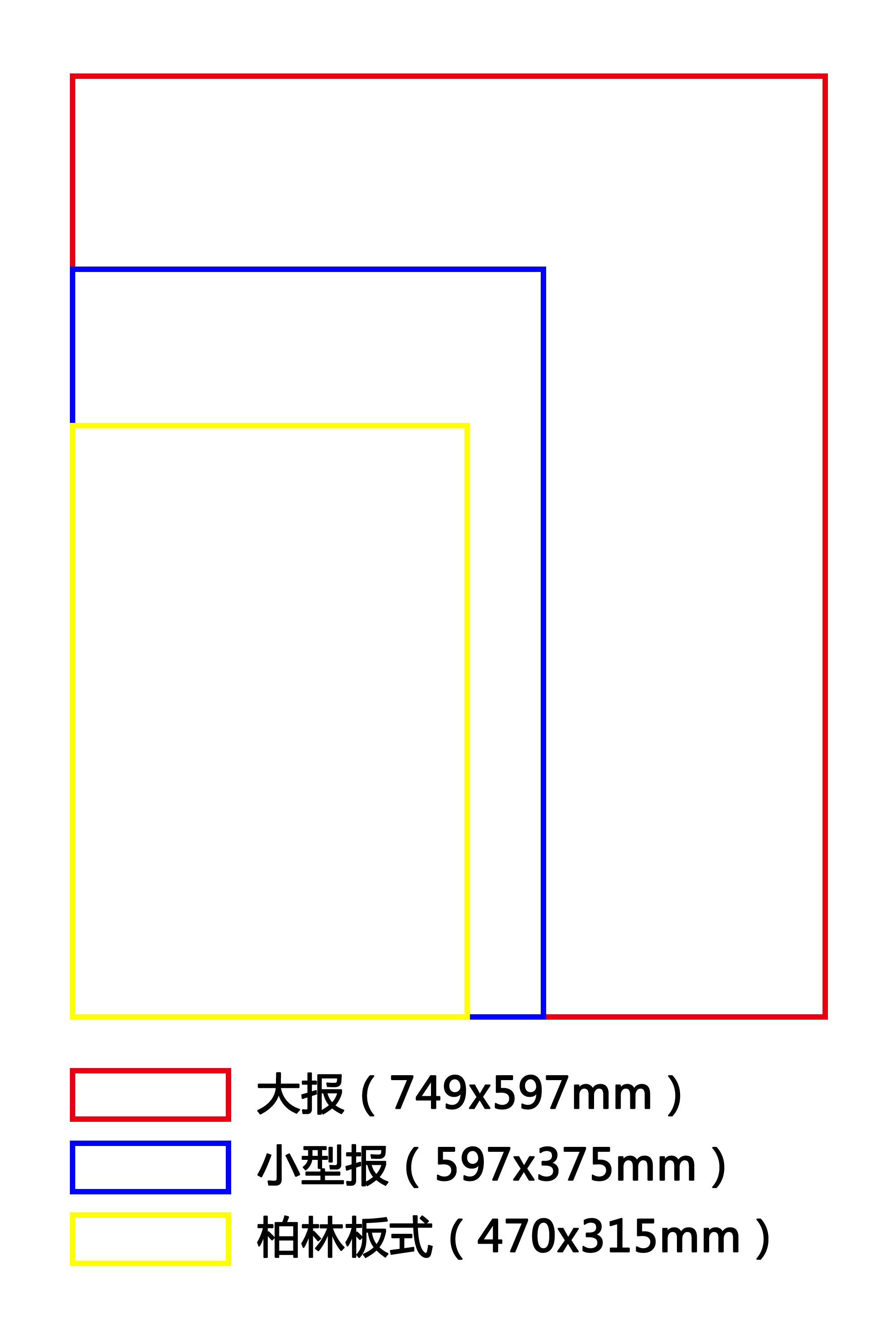
Comparación de algunos tamaños de periódicos

Un periódico de gran formato (en inglés, broadsheet), también denominado formato sábana, es el mayor de los varios tipos de formatos de periódicos y se caracteriza por grandes páginas, con medidas de 600 mm de alto por 400 mm de ancho. El término broadsheet deriva de los tipos de impresiones populares que imprimían normalmente de una página vendida en las calles y conteniendo distintos tipos de asuntos, desde baladas a sátiras políticas.
Este formato de periódico es, en comparación con los formatos de berlinés (470 × 315 mm) y tabloide, mucho más largo y ancho.
Los diarios más característicos en este formato son Los Angeles Times, The New York Times y The Washington Post, en Estados Unidos. En el Reino Unido, The Daily Telegraph y The Sunday Telegraph utilizan este formato. Además, The Times tiene este formato solamente en las ediciones de los días domingos. Mientras tanto, en América Latina los principales periódicos que utilizan este formato son La Nación, Los Andes y  La Gaceta de Argentina; O Globo, de Brasil; El Mercurio, de Chile; El Comercio, de Perú (desde marzo del 2016, solo en las ediciones de sábado y domingo); El Tiempo, El Universal, de Colombia; El País de Uruguay; los de la cadena OEM de México, entre otros.

## Diarios notables
La siguiente es una lista de algunos de los periódicos de gran formato que se editan en el mundo:

### Alemania
| - Die Zeit - Die Welt - Süddeutsche Zeitung - Frankfurter Allgemeine Zeitung - Der Tagesspiegel |

### Argentina
| - La Nación, un periódico nacional: desde el 31 de octubre de 2016, solo las ediciones de fin de semana se imprimen en el formato tradicional de gran formato. - Los Andes, periódico de Mendoza - La Gaceta, periódico de Tucumán - La voz del interior, periódico de Córdoba |

### Australia
| - The Australian, diario nacional |

### Bangladés
La mayoría de los periódicos de Bangladés son de gran formato.
| - The Daily Star, diario de gran formato en inglés - The Bangladesh Observer, diario en inglés más antiguo publicado continuamente - Daily Naya Diganta, diario de gran formato en bengali - The Daily Ittefaq, diario más antiguo y de mayor circulación - New Age - The Independent |

### Brasil
La mayoría de los periódicos de Brasil son de gran formato, incluyendo los cuatro más importantes:
| - O Globo, Río de Janeiro - Folha de S.Paulo, São Paulo - O Estado de S. Paulo, São Paulo - Estado de Minas, Belo Horizonte |

### Canadá
La mayoría de los periódicos de Canadá son de formato sábana. La mayor parte de ellos se publican en inglés, con algunas excepciones.

#### Nacional
| - The Globe and Mail - The National Post - Le Devoir (en francés) |

#### Región atlántica
| - The Telegram, St. John's - The Chronicle-Herald, Halifax - The Times & Transcript, Moncton - The Telegraph Journal, Saint John, Nuevo Brunswick - The Daily Gleaner, Fredericton - The Charlottetown Guardian - Cape Breton Post, Sídney |

#### Quebec
| - The Gazette, Montreal - La Presse, Montreal (en francés) - Le Devoir, Montreal (en francés) |

#### Ontario
| - The Hamilton Spectator - The Kingston Whig-Standard - The London Free Press - The Ottawa Citizen - The Pembroke Daily Observer - The Peterborough Examiner - The St. Catharines Standard - The Sudbury Star - The Chronicle-Journal - The Toronto Star - The Waterloo Region Record, Kitchener-Waterloo y Cambridge - The Windsor Star |

#### RegiónPrairies
| - The Winnipeg Free Press - The Brandon Sun, Brandon, Manitoba - The Saskatoon Star-Phoenix - The Regina Leader Post - The Edmonton Journal - The Red Deer Advocate, Red Deer, Alberta - The Calgary Herald - The Lethbridge Herald |

#### Región Costa Pacífico
| - The Vancouver Sun, Vancouver, Columbia Británica - The Victoria Times-Colonist, Victoria, Columbia Británica |

### Chile
- El Mercurio
- El Sur

### China
- China Daily
- South China Morning Post (Hong Kong)
- Hong Kong Economic Journal (Hong Kong)

### Colombia
- El Tiempo
- El Espectador (cambió a tabloide en 2008[3])
- El Colombiano (cambió a tabloide en2012[3])
- El País

### Dinamarca
| - Jyllands-Posten (cambió a tabloide en 2008) - Politiken |

### Ecuador
| La mayoría de los periódicos de Ecuador son de gran formato. |

### Emiratos Árabes Unidos
| - Khaleej Times - The National - Gulf News |

### España
Todos los periódicos en España se editan en formato compacto.

### Estados Unidos
La mayoría de los diarios estadounidenses son de gran formato.
| - Albuquerque Journal - The Arizona Republic - The Atlanta Journal-Constitution - The Bakersfield Californian - The Baltimore Sun - The Birmingham News - The Boston Globe - The Buffalo News - The Charlotte Observer - Chattanooga Times Free Press - Chicago Tribune - The Courier Journal - The Dallas Morning News - The Democrat and Chronicle - The Denver Post - Detroit Free Press - The Epoch Times - The Florida Times-Union - The Forum of Fargo-Moorhead - The Fresno Bee - The Grand Rapids Press - Houston Chronicle - The Indianapolis Star - The Inquirer and Mirror - The Kansas City Star - Las Vegas Review-Journal - Los Angeles Daily News - Los Angeles Times - The Miami Herald - Milwaukee Journal Sentinel - New Hampshire Union Leader - New York Law Journal - The New York Times - The Oklahoman - Omaha World-Herald - The Orange County Register - Orlando Sentinel - The Philadelphia Inquirer - Pittsburgh Post-Gazette - The Plain Dealer - Portland Press Herald - Press-Telegram - The Providence Journal - The Seattle Times - The Salt Lake Tribune - San Antonio Express-News - The San Bernardino Sun - San Francisco Chronicle - Santa Fe New Mexican - Star Tribune - The Star-Ledger - The Sun - Tampa Bay Times - The Tampa Tribune - The Times-Picayune - U-T San Diego - USA Today - Vineyard Gazette - The Wall Street Journal - The Washington Post - The Washington Times - The Wichita Eagle - The Zephyrhills News |

### Filipinas
| - Philippine Daily Inquirer - The Philippine Star - Manila Bulletin - Manila Standard - The Manila Times - The Daily Tribune - BusinessWorld - Business Mirror - Chinese Commercial News (菲律賓商報) - Manila Shimbun (日刊まにら新聞) - United Daily News (聯合日報) - World News (世界日報) |

### Finlandia
| - Keskisuomalainen - Turun Sanomat - Österbottens Tidning |

### Francia
| - L'Équipe (antiguamente) |

### Grecia
- Kathimerini
- Estia

### Hungría
- Magyar Nemzet
- Magyar Hírlap
- Népszava

### India
La mayoría de los periódicos de India son de gran formato. Los tabloides se encuentran principalmente en periódicos locales o rurales de pequeña circulación.
| - Law Sapient - Amar Ujala - Anandabazar Patrika - Eenadu - Aajkaal - Bartaman - DNA - Deccan Chronicle - Deccan Herald - Dinamalar - Dinathanthi - Dainik Jagran - Dainik Bhaskar - Ei Samay - Ekdin - Ganashakti - Hindustan - Hosa Digantha - Kannada Prabha - Lokmat - Prajavani - Pudhari - Sakshi - Sakal - Saamana - Samyuktha Karnataka - Sangbad Pratidin - State Times - Sudharma - The Financial Express - The Indian Express - The Economic Times - The Hindustan Times - The Hindu - The Hitavada - The New Indian Express - The Statesman - The Telegraph - The Times of India - Dainik Navajyoti - Malayala Manorama - Mathrubhumi - Varthabharathi - Imphal Free Press - Udayavani - Vijaya Karnataka - Vijaya Vani - Vishwavani - Deepika |

### Indonesia
| - Jawa Pos - Kompas |

### Irlanda
| - The Irish Examiner - The Irish Independent solo los suplementos de economía, motor y bienes inmuebles, el resto cambió a tabloide en diciembre de 2012, pero Sport On Saturday volvió a gran formato el 29 de agosto de 2015. - The Irish Times - The Sunday Business Post - The Sunday Independent |

### Israel
- Haaretz

| - Makor Rishon |

### Italia
| - Avvenire - Corriere dello Sport – Stadio - Il Foglio - Il Mattino - Il Messaggero - Il Sole 24 Ore - La Sicilia - Tuttosport |

### Japón
| - Asahi Shimbun - Chunichi Shimbun - Mainichi Shimbun - Nihon Keizai Shimbun - Nikkan Sports - Sankei Shimbun - Seikyo Shimbun - Shimbun Akahata - Tokyo Sports - Yomiuri Shimbun - The Japan Times (en inglés) |

### Líbano
- An-Nahar

### Libia
| - Libya - Al Mayadeen |

### Malasia
Periódicos como New Straits Times y Berita Harian se editaban en gran formato, pero se publicaron en tamaño más pequeño, en cambio, desde 2005 y 2008, respectivamente. Sin embargo, casi todos los periódicos chinos en el país continúan publicando en gran formato.
| - The Borneo Post - Utusan Borneo - Utusan Malaysia - Nanyang Siang Pau - Sin Chew Daily - Kwong Wah Yit Poh |

### Mauricio
| - L'Express - The Independent |

### México
| - El Dictamen, Veracruz, Veracruz - El Informador, Guadalajara, Jalisco - El Norte, Monterrey, Nuevo León - Reforma, Ciudad de México - El Universal, Ciudad de México |

### Nueva Zelanda
| - The New Zealand Herald, Auckland. Solo la edición del sábado es en gran formato, la edición diaria pasó a tabloide en septiembre de 2012. - Waikato Times, Hamilton - The Dominion Post, Wellington - The Press, Christchurch - Otago Daily Times, Dunedin - Taranaki Daily News, Nueva Plymouth - The Southland Times, Invercargill |

### Pakistán
Todos los diarios de Pakistán, regionales y nacionales, son en gran formato. Pakistan Today es el primero y único en editarse en formato berlinés.
| - The News International - Dawn - Express Tribune - The Daily Times - Daily Express - The Nation |

### Panamá
| - La Prensa Antiguamente:*La Estrella de Panamá |

### Perú
| - El Comercio, Lima |

### Polonia
Todos los periódicos de calidad de Polonia (Gazeta Wyborcza, Rzeczpospolita, Nasz Dziennik y Dziennik Polska-Europa-Świat) se publican ahora en formato compacto.

### Portugal
- Expresso, Lisboa[5]

### Puerto Rico
- El Mundo

### República Dominicana
| - Listín Diario - Hoy - La Información, Santiago de los Caballeros |

### Rumania
| - Jurnalul Național, Bucarest - Adevărul, Bucarest - ProSport, Bucarest |

### Rusia
| - Izvestia - Kommersant - Russia Beyond the Headlines - Rossíiskaya Gazeta |

### Serbia
| - Politika |

### Singapur
- The Straits Times
- Lianhe Zaobao
- Berita Harian (Singapur)

### Sri Lanka
- The Sunday Leader

### Sudáfrica
| - Beeld - Pretoria News - The Star - The Sunday Times - Die Burger - The Cape Times |

### Suecia
El primer periódico sueco importante que dejó el gran formato y comenzó a imprimir en formato sensacionalista fue Svenska Dagbladet, el 16 de noviembre de 2000. Hasta agosto de 2004, 26 periódicos eran hojas de gran formato, con una circulación combinada de 1 577 700 y 50 periódicos estaban en un tabloide con un circulación combinada de 1 129 400. El 5 de octubre de 2004, los periódicos matutinos Göteborgs-Posten, Dagens Nyheter, Sydsvenskan y Östersunds-Posten cambiaron al tabloide, lo que lo convirtió en el formato líder para los periódicos matutinos en Suecia por volumen de circulación. La mayoría de los otros periódicos de hoja ancha han seguido desde entonces. El último diario sueco en cambiarse a tabloide fue Jönköpings-Posten, el 6 de noviembre de 2013.

### Tailandia
- Thairath (en tailandés: ไทยรัฐ)
- The Bangkok Post

### Turquía
La mayoría de los diarios turcos se imprimen en gran formato. Los más notables son:
| - Cumhuriyet - Sabah - Hurriyet - Milliyet - Posta - Zaman |

### Ucrania
- Dzerkalo Tyzhnia

### Uruguay
- El País

### Reino Unido

#### Global
| - The Daily Telegraph (The Sunday Telegraph) - The Financial Times (solo de lunes a sábado) - The Sunday Times |

#### Escocia
| - The Herald - The Press and Journal |

#### Inglaterra
- Yorkshire Post

### Vaticano
- L'Osservatore Romano